# Liste der Kulturdenkmäler in Homberg (bei Lauterecken)
In der Liste der Kulturdenkmäler in Homberg sind alle Kulturdenkmäler der rheinland-pfälzischen Ortsgemeinde Homberg aufgeführt. Grundlage ist die Denkmalliste des Landes Rheinland-Pfalz (Stand: 6. September 2022).

## Einzeldenkmäler
| Bezeichnung  | Lage                         | Baujahr                    | Beschreibung | Bild            |
| ------------ | ---------------------------- | -------------------------- | --- | --------------- |
| Spritzenhaus | Hauptstraße, bei Nr. 20 Lage | Mitte des 19. Jahrhunderts | ehemaliges Feuerspritzenhaus; eingeschossiger Quaderbau, offener Glockenstuhl, wohl aus der Mitte des 19. Jahrhunderts, Holztor aus den 1920er Jahren | Fotos hochladen |